# Cacosternum capense
Espèce
Statut de conservation UICN

 NT  : Quasi menacé
Cacosternum capense est une espèce d'amphibiens de la famille des Pyxicephalidae.

## Répartition
Cette espèce est endémique du Sud-Ouest de la province de Cap-Occidental en Afrique du Sud. Elle se rencontre jusqu'à 280 m d'altitude,.

## Étymologie
Son nom d'espèce, composé de cap[e] et du suffixe latin -ense, « qui vit dans, qui habite », lui a été donné en référence au lieu de sa découverte, la province du Cap (Cape Province en anglais).

## Publication originale
- Hewitt, 1925 : On some new species of reptiles and amphibians from South Africa. Record of the Albany Museum, Grahamstown, vol. 3, p. 343-368.